# Tiosiarczan sodu
Tiosiarczan sodu, Na
2S
2O
3 – nieorganiczny związek chemiczny, sól sodowa nietrwałego kwasu tiosiarkowego. Zwykle występuje w postaci pentahydratu, Na
2S
2O
3·5H
2O.

## Właściwości
W temperaturze pokojowej jest bezbarwnym, krystalicznym ciałem stałym o gęstości 1,69 g/cm³.
Rozpuszcza się w wodzie: 76,4 g w 100 g w temperaturze 25 °C.
Po zakwaszeniu roztwór tiosiarczanu sodu natychmiast mętnieje wskutek rozkładu powstającego kwasu tiosiarkowego do siarki, dwutlenku siarki i wody:
S
2O2−
3 + 2H+
 → [H
2S
2O
3] → S↓ + SO
2 + H
2O
Wydzielająca się siarka tworzy zawiesinę koloidalną.

## Zastosowanie
Ogrzewacze
Pentahydrat w temperaturze 48 °C rozpuszcza się w swojej wodzie krystalizacyjnej, a po schłodzeniu pozostaje w stanie roztworu przesyconego. Po wrzuceniu kryształka tiosiarczanu sodu lub innego zarodka krystalizacji, natychmiast krystalizuje. Ogrzewa się przy tym do około 45 °C. Zjawisko to wykorzystywane jest w turystycznych ogrzewaczach dłoni.
Fotografia
W tradycyjnej fotografii jest stosowany jako utrwalacz, ponieważ tworzy trwałe kompleksy z jonami srebra, pozwalając usunąć nienaświetlony bromek srebra.
2S
2O2−
3 + AgBr → [Ag(S
2O
3)
2]3−
 + Br−

Usuwanie chloru
Występuje pod nazwą „antychlor” jako środek usuwający chlor, na przykład po bieleniu. Stosowany jest również do zmniejszania ilości chloru w basenach.
S
2O2−
3 + 4Cl
2 + 5H
2O → 2SO2−
4 + 8Cl−
 + 10H+

Chemia analityczna
Jest używany w nieorganicznej analizie jakościowej do wykrywania jonów Co2+
, dając błękitne zabarwienie, oraz CN−
. Zachodzi wówczas reakcja S
2O2−
3 + CN−
 → NCS−
 + SO2−
3, po czym jony NCS−
 w reakcji z FeCl
3 dają krwistoczerwone zabarwienie. W analizie ilościowej wykorzystywany jest jako reduktor w jodometrii:
2S
2O2−
3 + I
2 → 2I−
 + S
4O2−
6
Zanik jodu skutkuje odbarwieniem wskaźnika, najczęściej zawiesiny skrobi. Metodę tę można stosować do oznaczania stężeń niektórych utleniaczy, np. Cr
2O2−
7, MnO−
4, BrO−
3, Fe3+
 i Cu2+
.
Medycyna
Stosowany jako odtrutka w zatruciach cyjankami.
Badania sugerują, że podawanie tiosiarczanu sodu podczas terapii nowotworowej przy użyciu cisplatyny (np. w leczeniu wątrobiaka zarodkowego) zmniejsza liczbę powikłań prowadzących do utraty słuchu.